# Saint-Quentin-les-Marais
Saint-Quentin-les-Marais és un municipi francès, del departament del Marne, a la regió del Gran Est. Durant la Revolució Francesa, la comuna s'anomenava Fioncourt. Abans de passar-se a dir Saint-Quentin-les-Marais també es va anomenar Saint-quentin-sur-Fion.

## Demografia
1962 - 80 h / 1975 - 93 h / 1990 - 111 h / 1999 - 97 h.

## Economia
Ramaderia, sobretot bovina i ovina.

## Patrimoni i turisme
- Església del segle xii, amb el cor del segle xiii i una Verge amb l'infant del segle xvi. També hi ha inscripcions funeràries del segle xvii i unes fonts baptismals del segle xviii.
- Vall del Fion.
- Festa patronal i comunal: 1r diumenge de juny
- Hi travessa el sender GR14